# کای ارنه انگلستاد
کای ارنه انگلستاد (انگلیسی: Kai Arne Engelstad؛ زادهٔ ۲۱ december ۱۹۵۴ (۷۰ سال)) اسکیت‌باز سرعت اهل نروژ است.